# Jimmy Eriksson
Joakim „Jimmy” Eriksson (ur. 14 marca 1991 roku w Torneilli) – szwedzki kierowca wyścigowy.

## Życiorys

### Formuła Renault 2.0
Jimmy karierę rozpoczął w roku 2005, od startów w kartingu. W 2009 roku zadebiutował w seriach wyścigów samochodów jednomiejscowych z cyklu Formuła Renault. Szwed wystartował w pełnym sezonie Formuły Renault 2.0. Eriksson popisał się dominującą postawą w pierwszym wyścigu, na fińskim torze Alastaro, gdzie uzyskał tzw. "hattricka". W pozostałych wyścigach poszło mu jednak zdecydowanie gorzej, najwyższą lokatę osiągając w sobotnim starcie na Hockenheimringu, gdzie był jedenasty. Zdobyte punkty sklasyfikowały go na 15. miejscu. Joakim zaliczył również epizodyczne występy w pokrewnych serialach, jednak bez większego sukcesu.

### Formuła 3
W sezonie 2010 awansował do Niemieckiej Formuły 3. Szwed punktował w większości startach, trzykrotnie przy tym osiągając podium każdego stopnia. Najlepiej spisał się na niemieckim torze w Laustiz, gdzie dojechał na drugiej oraz pierwszej pozycji. W klasyfikacji generalnej uplasował się na 6. lokacie.
Jeszcze w tym samym roku odnotował debiut w F3 Euroseries, na torze Oschersleben. Sezon później był etatowym zawodnikiem. Szwed sześciokrotnie mieścił się w pierwszej szóstce, najlepszą pozycję uzyskując na Norisringu, gdzie w drugim starcie osiągnął metę jako czwarty. Ostatecznie zmagania zakończył na 9. pozycji.
Na sezon 2012 Jimmy powrócił do niemieckiej edycji F3. Start z większym doświadczeniem zaowocował tytułem mistrzowskim, z dorobkiem aż siedemnastu miejsc na podium (w tym osiem zwycięstw), sześcioma pole position i ośmioma najszybszymi okrążeniami.

### Seria GP3
Od sezonu 2013 Eriksson startuje w serii GP3 z zespołem Status GP. W żadnym z szesnastu wyścigów, w których wystartował, nie zdołał zdobyć punktów. Został sklasyfikowany na 24 pozycji w klasyfikacji końcowej.
Na sezon 2014 Eriksson podpisał kontrakt z fińską ekipą Koiranen GP na starty w Serii GP3. Wystartował łącznie w osiemnastu wyścigach, spośród których w dwóch odniósł zwycięstwa. Był najlepszy w pierwszych wyścigach w Wielkiej Brytanii i Włoszech. Poza tym jeszcze trzykrotnie stawał na podium. Uzbierał łącznie 134 punkty, które zapewniły mu to czwarte miejsce w końcowej klasyfikacji kierowców, choć na początku sezonu stanowił największe zagrożenie dla późniejszego mistrza, Brytyjczyka Alexa Lynna.
W kolejnym roku, głównie za sprawą bardziej konkurencyjnej stawki, Szwed zdobył 118 punktów i zajął 5. miejsce w punktacji. Tym razem pozycje w mistrzostwach nadrabiał w drugiej połowie sezonu, w której odniósł zwycięstwo w niedzielnej rywalizacji, na rosyjskim torze w Soczi. Łącznie trzykrotnie stawał na podium, dwunastokrotnie meldując się w czołowej szóstce.

## Wyniki

### GP2
| Legenda oznaczeń w tabelach wyników Wyświetl szablon na nowej stronie | Legenda oznaczeń w tabelach wyników Wyświetl szablon na nowej stronie                                                                     |
| Oznaczenie                                                            | Wyjaśnienie |
| --------------------------------------------------------------------- | --- |
| Złoty                                                                 | Zwycięzca lub mistrzostwo |
| Srebrny                                                               | 2. miejsce lub wicemistrzostwo |
| Brązowy                                                               | 3. miejsce lub II wicemistrzostwo |
| Zielony                                                               | Ukończył, punktował (w klasyfikacji generalnej, gdy zdobył co najmniej jeden punkt na przestrzeni sezonu, poza trzema powyższymi opcjami) |
| Niebieski                                                             | Ukończył, nie punktował (w klasyfikacji generalnej, gdy nie zdobył co najmniej jednego punktu na przestrzeni sezonu)                      |
| Czerwony                                                              | Nie zakwalifikował się (NZ) |
| Czerwony                                                              | Nie prekwalifikował się (NPK) |
| Różowy                                                                | Nie ukończył (NU) |
| Różowy                                                                | Niesklasyfikowany (NS) (w klasyfikacji generalnej, gdy nie został sklasyfikowany w żadnym wyścigu sezonu)                                 |
| Czarny                                                                | Zdyskwalifikowany (DK) |
| Czarny                                                                | Wykluczony (WYK/EX) |
| Biały                                                                 | Nie wystartował (NW) |
| Biały                                                                 | Kontuzjowany (K/INJ) |
| Biały                                                                 | Wyścig odwołany (OD/C) |
| Bez koloru                                                            | Został wycofany (WYC/WD) |
| Bez koloru                                                            | Nie przybył (NP/DNA) |
| Bez koloru                                                            | Nie brał udziału w treningach (NT/DNP) |
| Bez koloru                                                            | Nie został zgłoszony (–) |
| Pogrubienie                                                           | Start z pole position |
| Kursywa                                                               | Najszybsze okrążenie wyścigu |
| †                                                                     | Nie ukończył, ale jego rezultat został zaliczony ze względu na przejechanie więcej niż 90% dystansu wyścigu.                              |
| *                                                                     | Sezon w trakcie |
| 1/2/3                                                                 | Punktowana pozycja w sprincie kwalifikacyjnym                                                                                             |
| Lista systemów punktacji Formuły 1                                    | |

| Rok  | Zespół              | Wyniki w poszczególnych eliminacjach | Wyniki w poszczególnych eliminacjach | Wyniki w poszczególnych eliminacjach | Wyniki w poszczególnych eliminacjach | Wyniki w poszczególnych eliminacjach | Wyniki w poszczególnych eliminacjach | Wyniki w poszczególnych eliminacjach | Wyniki w poszczególnych eliminacjach | Wyniki w poszczególnych eliminacjach | Wyniki w poszczególnych eliminacjach | Wyniki w poszczególnych eliminacjach | Wyniki w poszczególnych eliminacjach | Wyniki w poszczególnych eliminacjach | Wyniki w poszczególnych eliminacjach | Wyniki w poszczególnych eliminacjach | Wyniki w poszczególnych eliminacjach | Wyniki w poszczególnych eliminacjach | Wyniki w poszczególnych eliminacjach | Wyniki w poszczególnych eliminacjach | Wyniki w poszczególnych eliminacjach | Wyniki w poszczególnych eliminacjach | Wyniki w poszczególnych eliminacjach | Punkty | Pozycja |
| ---- | ------------------- | ------------------------------------ | ------------------------------------ | ------------------------------------ | ------------------------------------ | ------------------------------------ | ------------------------------------ | ------------------------------------ | ------------------------------------ | ------------------------------------ | ------------------------------------ | ------------------------------------ | ------------------------------------ | ------------------------------------ | ------------------------------------ | ------------------------------------ | ------------------------------------ | ------------------------------------ | ------------------------------------ | ------------------------------------ | ------------------------------------ | ------------------------------------ | ------------------------------------ | ------ | ------- |
| 2016 | Arden International | ESP                                  | ESP                                  | MON                                  | MON                                  | AZE                                  | AZE                                  | AUT                                  | AUT                                  | GBR                                  | GBR                                  | HUN                                  | HUN                                  | GER                                  | GER                                  | BEL                                  | BEL                                  | ITA                                  | ITA                                  | MAL                                  | MAL                                  | ARE                                  | ARE                                  | 10     | 20      |
| 2016 | Arden International | 16                                   | 19                                   | NU                                   | 15                                   | 11                                   | NU                                   | 5                                    | 13                                   | 15                                   | 17                                   | 21                                   | NU                                   | 12                                   | 13                                   | 15                                   | 20                                   | 14                                   | 18                                   | –                                    | –                                    | –                                    | –                                    | 10     | 20      |

### GP3
| Legenda oznaczeń w tabelach wyników Wyświetl szablon na nowej stronie | Legenda oznaczeń w tabelach wyników Wyświetl szablon na nowej stronie                                                                     |
| Oznaczenie                                                            | Wyjaśnienie |
| --------------------------------------------------------------------- | --- |
| Złoty                                                                 | Zwycięzca lub mistrzostwo |
| Srebrny                                                               | 2. miejsce lub wicemistrzostwo |
| Brązowy                                                               | 3. miejsce lub II wicemistrzostwo |
| Zielony                                                               | Ukończył, punktował (w klasyfikacji generalnej, gdy zdobył co najmniej jeden punkt na przestrzeni sezonu, poza trzema powyższymi opcjami) |
| Niebieski                                                             | Ukończył, nie punktował (w klasyfikacji generalnej, gdy nie zdobył co najmniej jednego punktu na przestrzeni sezonu)                      |
| Czerwony                                                              | Nie zakwalifikował się (NZ) |
| Czerwony                                                              | Nie prekwalifikował się (NPK) |
| Różowy                                                                | Nie ukończył (NU) |
| Różowy                                                                | Niesklasyfikowany (NS) (w klasyfikacji generalnej, gdy nie został sklasyfikowany w żadnym wyścigu sezonu)                                 |
| Czarny                                                                | Zdyskwalifikowany (DK) |
| Czarny                                                                | Wykluczony (WYK/EX) |
| Biały                                                                 | Nie wystartował (NW) |
| Biały                                                                 | Kontuzjowany (K/INJ) |
| Biały                                                                 | Wyścig odwołany (OD/C) |
| Bez koloru                                                            | Został wycofany (WYC/WD) |
| Bez koloru                                                            | Nie przybył (NP/DNA) |
| Bez koloru                                                            | Nie brał udziału w treningach (NT/DNP) |
| Bez koloru                                                            | Nie został zgłoszony (–) |
| Pogrubienie                                                           | Start z pole position |
| Kursywa                                                               | Najszybsze okrążenie wyścigu |
| †                                                                     | Nie ukończył, ale jego rezultat został zaliczony ze względu na przejechanie więcej niż 90% dystansu wyścigu.                              |
| *                                                                     | Sezon w trakcie |
| 1/2/3                                                                 | Punktowana pozycja w sprincie kwalifikacyjnym                                                                                             |
| Lista systemów punktacji Formuły 1                                    | |

| Rok  | Zespół         | Wyniki w poszczególnych eliminacjach | Wyniki w poszczególnych eliminacjach | Wyniki w poszczególnych eliminacjach | Wyniki w poszczególnych eliminacjach | Wyniki w poszczególnych eliminacjach | Wyniki w poszczególnych eliminacjach | Wyniki w poszczególnych eliminacjach | Wyniki w poszczególnych eliminacjach | Wyniki w poszczególnych eliminacjach | Wyniki w poszczególnych eliminacjach | Wyniki w poszczególnych eliminacjach | Wyniki w poszczególnych eliminacjach | Wyniki w poszczególnych eliminacjach | Wyniki w poszczególnych eliminacjach | Wyniki w poszczególnych eliminacjach | Wyniki w poszczególnych eliminacjach | Wyniki w poszczególnych eliminacjach | Wyniki w poszczególnych eliminacjach | Punkty | Pozycja |
| ---- | -------------- | ------------------------------------ | ------------------------------------ | ------------------------------------ | ------------------------------------ | ------------------------------------ | ------------------------------------ | ------------------------------------ | ------------------------------------ | ------------------------------------ | ------------------------------------ | ------------------------------------ | ------------------------------------ | ------------------------------------ | ------------------------------------ | ------------------------------------ | ------------------------------------ | ------------------------------------ | ------------------------------------ | ------ | ------- |
| 2013 | Status GP      | ESP                                  | ESP                                  | VAL                                  | VAL                                  | GBR                                  | GBR                                  | DEU                                  | DEU                                  | HUN                                  | HUN                                  | BEL                                  | BEL                                  | ITA                                  | ITA                                  | ARE                                  | ARE                                  |                                      |                                      | 0      | 24      |
| 2013 | Status GP      | 19                                   | NU                                   | 18                                   | 16                                   | 18                                   | 21                                   | NU                                   | 18                                   | 13                                   | 12                                   | 17                                   | 15                                   | 13                                   | NU                                   | 23                                   | 26                                   |                                      |                                      | 0      | 24      |
| 2014 | Koiranen GP    | ESP                                  | ESP                                  | AUT                                  | AUT                                  | GBR                                  | GBR                                  | DEU                                  | DEU                                  | HUN                                  | HUN                                  | BEL                                  | BEL                                  | ITA                                  | ITA                                  | RUS                                  | RUS                                  | ARE                                  | ARE                                  | 134    | 4       |
| 2014 | Koiranen GP    | 2                                    | 6                                    | 3                                    | 2                                    | 1                                    | NU                                   | 7                                    | 15                                   | 10                                   | 16                                   | NU                                   | 19                                   | 1                                    | 8                                    | 4                                    | 16                                   | 10                                   | 5                                    | 134    | 4       |
| 2015 | ART Grand Prix | ESP                                  | ESP                                  | AUT                                  | AUT                                  | GBR                                  | GBR                                  | HUN                                  | HUN                                  | BEL                                  | BEL                                  | ITA                                  | ITA                                  | RUS                                  | RUS                                  | BHR                                  | BHR                                  | ARE                                  | ARE                                  | 118    | 5       |
| 2015 | ART Grand Prix | 6                                    | 2                                    | 20                                   | 10                                   | 5                                    | 4                                    | 6                                    | 6                                    | 13                                   | 16                                   | 5                                    | 5                                    | 8                                    | 1                                    | 5                                    | 7                                    | 3                                    | 5                                    | 118    | 5       |

### Podsumowanie
| Sezon | Seria                                 | Zespół                | Wyścigi | Zwycięstwa | PP | NO | Podium | Punkty | Poz. koń. |
| ----- | ------------------------------------- | --------------------- | ------- | ---------- | -- | -- | ------ | ------ | --------- |
| 2009  | Formuła Renault 2.0 NEC               | Motopark Academy      | 16      | 1          | 1  | 1  | 1      | 113    | 15        |
| 2009  | Formuła Renault 2.0 NEZ               | Motopark Academy      | 4       | 0          | 0  | 0  | 1      | 47     | 10        |
| 2009  | Szwedzka Formuła Renault 2.0          | Motopark Academy      | 4       | 0          | 0  | 0  | 1      | 16     | 9         |
| 2009  | Europejski Puchar Formuły Renault 2.0 | Motopark Academy      | 2       | 0          | 0  | 0  | 0      | N/A    | NS†       |
| 2010  | Niemiecka Formuła 3                   | Motopark Academy      | 17      | 1          | 0  | 0  | 3      | 43     | 6         |
| 2010  | F3 Euroseries                         | Motopark Academy      | 2       | 0          | 0  | 0  | 0      | N/A    | NS†       |
| 2011  | F3 Euroseries                         | Motopark Academy      | 27      | 0          | 0  | 0  | 0      | 93     | 9         |
| 2012  | Niemiecka Formuła 3                   | Lotus                 | 27      | 8          | 6  | 8  | 17     | 408    | 1         |
| 2013  | Seria GP3                             | Status GP             | 16      | 0          | 0  | 0  | 0      | 0      | 24        |
| 2014  | Seria GP3                             | Koiranen GP           | 18      | 2          | 2  | 1  | 5      | 134    | 4         |
| 2014  | Formuła Acceleration 1                | Performance Racing    | 2       | 0          | 0  | 0  | 0      | 11     | 13        |
| 2014  | European Le Mans Series - LMP2        | Sébastien Loeb Racing | 1       | 1          | 0  | 0  | 1      | 25     | 10        |
| 2015  | Seria GP3                             | Koiranen GP           | 18      | 1          | 0  | 0  | 3      | 118    | 5         |
| 2016  | Seria GP2                             | Arden International   | 18      | 0          | 0  | 0  | 0      | 10     | 20        |

- † – Eriksson nie był liczony do klasyfikacji.